# Estação Eugenia
A Estação Eugenia é uma das estações do Metrô da Cidade do México, situada na Cidade do México, entre a Estação Etiopía-Plaza de la Transparencia e a Estação División del Norte. Administrada pelo Sistema de Transporte Colectivo, faz parte da Linha 3.
Foi inaugurada em 25 de agosto de 1980. Localiza-se no cruzamento da Avenida Cuauhtémoc com o Eixo 5 Sur. Atende os bairros Vertiz Narvarte e Del Valle, situados na demarcação territorial de Benito Juárez. A estação registrou um movimento de 6.721.700 passageiros em 2016.